# ینگی اریق (شهرستان آراوان)
ینگی اریق (به لاتین: Jangy-Aryk) یک روستا در قرقیزستان است که در شهرستان آراوان واقع شده‌است. ینگی اریق ۲٬۵۳۸ نفر جمعیت دارد و ۹۸۹ متر بالاتر از سطح دریا واقع شده‌است.